# Тодолиць
Тодолиць — струмок (річка) в Україні у Іршавському районі Закарпатської області. Ліва притока річки Бистрої (басейн Дунаю).

## Опис
Довжина струмка приблизно 6,14 км, найкоротша відстань між витоком і гирлом — 5,36  км, коефіцієнт звивистості річки — 1,15 . Формується багатьма гірськими струмками.

## Розташування
Бере початок на південно-західних схилах гори Тупий (878,5 м). Тече переважно на північний захід понад горою Китиця (841,0 м), через село Малий Раковець і впадає у річку Бистру, ліву притоку річки Боржави.